# Bradley Saunders
Bradley Saunders (ur. 4 lutego 1986 w Stockton on Tees) – brytyjski bokser, medalista mistrzostw świata (Chicago 2007) oraz mistrz Unii Europejskiej (Odense 2009)